# Búng Tàu
Búng Tàu là một thị trấn thuộc huyện Phụng Hiệp, tỉnh Hậu Giang, Việt Nam.

## Địa lý
Thị trấn Búng Tàu có vị trí địa lý:
- Phía đông giáp tỉnh Sóc Trăng
- Phía tây giáp xã Hiệp Hưng
- Phía nam giáp xã Phương Phú
- Phía bắc giáp xã Tân Phước Hưng.

Thị trấn Búng Tàu có diện tích 14,67 km², dân số năm 2022 là 6.167 người, mật độ dân số đạt 420 người/km².
Địa hình địa mạo: tương đối thấp, bằng phẳng, phần lớn là ruộng vườn và bị cắt bởi kênh mương, cao độ bình quân ruộng 0,5 – 1 m.
Địa chất, thủy văn: nhìn chung nền địa chất yếu, thủy văn chịu ảnh hưởng trực tiếp từ dòng chảy của kênh xáng Bùng Tàu.

## Hành chính
Thị trấn Búng Tàu được chia thành 4 ấp: Hòa Hưng, Tân Hưng, Tân Phú, Tân Thành.

## Lịch sử
Ngày 24 tháng 1 năm 2011, Chính phủ ban hành Nghị quyết số 06/NQ-CP về việc thành lập thị trấn Búng Tàu trên cơ sở điều chỉnh 1.518,5 ha diện tích tự nhiên và 7.413 nhân khẩu của xã Tân Phước Hưng.
Ngày 11 tháng 7 năm 2019, Hội đồng Nhân dân tỉnh Hậu Giang ban hành Nghị quyết 11/2019/NQ-HĐND về việc thành lập ấp Tân Phú trên cơ sở ấp Tân Phú A1 và ấp Tân Phú A2.

## Kinh tế - xã hội
Vai trò của đô thị Búng Tàu: Đô thị công nghiệp phía Đông của huyện, đô thị công nghiệp mía đường - tiểu thủ công nghiệp, thương mại, dịch vụ.

### Thương mại
- Chợ Búng Tàu
- Siêu Thị Điện Máy Xanh Búng Tàu.

### Giáo dục
- Trường THPT Cây Dương (Phân hiệu Búng Tàu)
- Trường THCS Búng Tàu
- Trường Tiểu học Búng Tàu
- Trường Mẫu giáo Hoa Hồng.

### Y tế
- Phòng khám đa khoa khu vực Búng Tàu.

## Giao thông
Hiện trạng giao thông bộ: hiện có tỉnh lộ 928, đường Quản Lộ - Phụng Hiệp đi vào trung tâm thị trấn.
Giao thông thủy có kênh xáng Búng Tàu, kênh Ngang và kênh Ranh.
Ngoài ra còn có các tuyến đường giao thông nông thôn chạy dọc theo các tuyến kênh và dọc theo khu dân cư tập chung.